# George Zoritch
George Zoritch, nome alla nascita Jurij (o Georgij) Zorič (in russo Юрий (Георгий) Зорич?; Mosca, 6 giugno 1917 – Tucson, 1º novembre 2009), è stato un ballerino russo naturalizzato statunitense, che ha danzato negli spettacoli delle compagnie del Ballet Russe sui palcoscenici di tutti gli Stati Uniti, dagli anni '30 agli anni '60. Conosciuto in tutto il mondo, è stato una delle figure più affascinanti e una delle personalità più straordinarie nel balletto della metà del ventesimo secolo.

## Primi anni e formazione
Jurij Zorič nacque a Mosca durante la rivoluzione russa nel giugno 1917, fu accudito da sua madre, una cantante lirica che era stata abbandonata dal marito, nella tranquilla città di Kaunas, la capitale provvisoria della Lituania. Conosciuta come "Piccola Parigi" per la sua ricca vita culturale e accademica, la città offrì rifugio dal conflitto rivoluzionario di Mosca. Lì, la signora Zorič si unì alla compagnia d'opera al National Opera and Ballet Theatre, mentre Jurij e suo fratello iniziarono le loro prime lezioni di danza. Quando Jurij aveva 14 anni, la famiglia si trasferì a Parigi per migliorare la sua formazione. Studente promettente, vinse una borsa di studio per studiare con una delle insegnanti più importanti della città, Ol'ga Preobraženskaja, ex star del Balletto Imperiale russo. Negli anni successivi, avrebbe approfondito la sua tecnica classica studiando con famosi pedagoghi come Anatole Vilzak, Anatolij Obuchov e Bronislava Nižinskaja.

## Carriera professionale
Dopo soli nove mesi di studio con la Preobraženskaja, il giovane Jurij, nel 1932 ottenne il suo primo lavoro professionale dalla ballerina e attrice Ida Rubenstein, che aveva prenotato una stagione breve all'Opéra di Parigi con balletti creati da Michel Fokine. A seguito di questo impegno, Zorič divenne rapidamente un artista ricercato in diverse compagnie collegate con le ex stelle dei famosi Ballets Russes di Sergej Djagilev.

### Le compagnie dei Ballet Russe

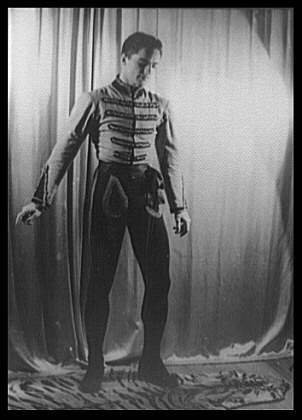
Zoritch (1942)

Un impegno con i Ballets de Paris di Nijinska nel 1935 portò alla sua lunga appartenenza ai due Ballets Russes che si formarono dopo la morte di Djagilev nel 1929: Ballet Russe de Monte Carlo, diretto da René Blum, e Original Ballet Russe, diretto dal colonnello Wassily de Basil. Nella compagnia de Basil il diciottenne Zorič diventò il favorito del coreografo Léonide Massine, che lo scelse in non meno di undici balletti, in particolare Symphonie Fantastique (1936), basato sulla musica allucinatoria di Hector Berlioz. Massine e Tamara Toumanova interpretarono i ruoli principali dello Young Musician e di Beloved. Zoritch ballò nel Melancholy pas de trois nel primo movimento (Reveries), come il giovane pastore nel terzo movimento (Scena nei campi) e, con Roman Jasinski e Paul Petroff, come uno dei tre mostri nel quinto movimento (Sogno della notte di Sabbath).
Nel 1938, dopo una controversia con il colonnello de Basil, René Blum ottenne i diritti legali sul nome Ballet Russe de Monte Carlo, che presto vendette a ricchi uomini d'affari americani. Con Massine come direttore artistico crearono una compagnia appositamente per fare un tour negli Stati Uniti e per presentare occasionalmente stagioni a Monte Carlo ed a Londra. Jurij Zorič, ora noto come George Zoritch, era uno dei suoi principali ballerini maschi, insieme a Igor Youskevitch e Frederic Franklin. Danzarono spesso con le ballerine Alexandra Danilova, Rosella Hightower e Nathalie Krassovska. Durante i tour americani della compagnia negli anni successivi, il bell'aspetto di Zoritch e la personalità vincente sul palcoscenico attirarono l'attenzione sulla sua danza. "È impossibile per lui fare una brutta linea, muoversi aritmicamente", scrisse un critico, "perché c'è una fluidità felina in tutto ciò che fa".
Zoritch si distinse in due nuovi ruoli in opere molto diverse di Massine: in Bogatyri (1938), basato su musica di  Alexander Borodin, interpretava Khan, il temibile capo mongolo e in The New Yorker (1940), su musica di George Gershwin, era l'esausto Eustace Tilley, il personaggio principale della rivista. Tuttavia nessuno di questi lavori ebbe molto successo ed entrambi furono presto esclusi dal repertorio. Tra questi due, Zoritch apparve in un balletto più consistente, come il Fiancé in Devil's Holiday di Frederick Ashton, un'importante opera in un prologo e tre scene musicata da Vincenzo Tommasini su temi di Niccolò Paganini. Fu presentato al Metropolitan Opera House nell'ottobre del 1939 con un cast stellare e una complicata storia d'amore che richiedeva di risolverlo al diavolo in persona. Da qui il titolo alternativo di Ashton: Le Diable s'Amuse.

### Broadway e Hollywood
Durante gli anni '40, Zoritch ebbe una carriera parallela nei musical di Broadway e nei film di Hollywood.
- 1943. Early to Bed. Una commedia musicale con parole di George Mason Jr., musiche di Thomas "Fats" Waller e danze di Robert Alton. Zoritch apparve come Pablo, ballando con Jane Deering in "Slightly Less Than Wonderful".
- 1944. Rhapsody. Un'operetta su libretto di Leonard Louis Levenson e Arnold Sundgaard, musica di Fritz Kreisler e coreografia di David Lichine. Zoritch ballò con Patricia Bowman in "Chinese Porcelain Ballet" nel primo atto e "Midnight Ballet" nell secondo atto.
- 1946. Night and Day. Un biopic romanzato di Cole Porter, diretto da Michael Curtiz e interpretato da Cary Grant e Alexis Smith. Zoritch danzò con Milada Mladova in un appassionato "Begin the Beguine".
- 1947. Escape Me Never. Una storia d'amore musicale ambientata nel 1900 a Venezia, con Errol Flynn, Ida Lupino, Eleanor Parker e Gig Young, che interpreta un compositore di musica da ballo. Zoritch balla ruolo del protagonista maschile nel balletto.
- 1949. Samson and Delilah. Un film epico di Cecil B. DeMille, con Victor Mature e Hedy Lamarr nei ruoli degli amanti biblici. Zoritch era accattivante nel Ballo della spada.
- 1949. Look for the Silver Lining. Un biopic romanzato della star di Broadway del vaudeville Marilyn Miller, con June Haver, Ray Bolger e Gordon MacRae. Zoritch appare in un pas de trois con June Haver e Oleg Tupine mentre Gordon MacRae canta la canzone valzer "A Kiss in the Dark", scritta da Victor Herbert con testi di Buddy da Sylva.
- 1950. Pardon Our French. Una rivista musicale con sketches di Ole Olson e Chic Johnson, musiche di Victor Young e Harry Sukman e danze di vari coreografi. Zoritch apparve come Shadow Dancer nel numero di apertura della canzone del titolo; come il primo amante di Patricia Denise in "Venezia and Her Three Lovers", coreografata da Ernst Matray e come ballerino in "A Face in the Crowd" e "The Polker Polka".
- 1956. Helen of Troy. Un film epico in technicolor diretto da Robert Wise, con Rossana Podestá nel ruolo della protagonista. Zoritch appare come un ballerino non accreditato.

Dello spettacolo di Zoritch in Night and Day, uno sceneggiatore dell'Hollywood Reporter commentò: "Se il bellissimo Zoritch potesse recitare come balla e appare, ci sarebbe un'altra nuova stella in questo film. Sfortunatamente, Zoritch non ha mai perso il suo pesante accento russo, che ha condannato le sue possibilità di avere mai ruoli in cui parla.

### Ritorno al balletto
Nel 1951, Zoritch andò in Francia ed entrò ne Le Grand Ballet du Marquis de Cuevas. Con sede a Cannes in estate e Deauville in inverno, questa compagnia aveva regolari stagioni a Parigi e spesso faceva tournée in Francia e in altri paesi dell'Europa occidentale. Ovunque si esibisse, era estremamente popolare tra il pubblico. Aveva un illustre lista di ballerine, tra cui Tamara Toumanova, Alicia Markova e Nathalie Krassovska e un considerevole repertorio di classici russi, nonché opere di Harald Lander, George Balanchine, George Skibine e John Taras. Zoritch ballò i ruoli principeschi ma fu spesso inserito in lavori che mostravano più la bellezza delle sue caratteristiche fisiche piuttosto dell'abilità artistica della sua danza. Una volta ebbe diciotto chiamate al proscenio dopo uno spettacolo di Le Spectre de la Rose, in una nuova versione coreografata da Bronislava Nijinska. Col costume dello Spettro in una calzamaglia trasparente color rosa con una ciocca di piccole rose che scendevano sul suo petto nudo e su una spalla, la sua figura splendidamente proporzionata veniva perfettamente messa in evidenza. Non c'era da meravigliarsi per il prolungato applauso del pubblico. C'è una famosa fotografia di Maurice Seymour di Zoritch in questo ruolo, in piedi a riposo con le braccia curve morbidamente in alto, che è stato molto ammirata e riprodotta di frequente.
Nel 1957, all'età di 40 anni, Zoritch ritornò negli Stati Uniti e raggiunse il Ballet Russe de Monte Carlo, all'epoca sotto la direzione di Sergei Denham. Presto dimostrò di essere, nelle parole di Walter Terry, "il perfetto cavaliere" per le attuali ballerine della compagnia e per ospiti illustri come Alicia Alonso e Yvette Chauviré. Ann Barzel appoggiò questo giudizio, sostenendo che "l'eleganza di Zoritch era la spina dorsale dei classici" nel repertorio della compagnia. Tra questi c'erano Giselle, Lo schiaccianoci, Rajmonda e il secondo atto de Il lago dei cigni. A parte questi classici russi, Zoritch eccelleva in altri lavori nel repertorio. Fu applaudito in particolare come il Poeta nella romantica fantasticheria Les Sylphides di Michel Fokine, su musica di Frédéric Chopin.
Nel corso della sua lunga carriera il ruolo più famoso di Zoritch, tuttavia, fu in un lavoro rivoluzionario creato all'inizio del XX secolo: L'Après-midi d'un Faune di Vaslav Nijinsky (1912), basato sul poema sinfonico di Claude Debussy. Prélude à l'après-midi d'un faune (1894) di Debussy, ispirato a un poema del 1876 di Stéphane Mallarmé, fu considerato da alcuni storici della musica come "l'inizio della musica moderna". La coreografia di Nižinskij era certamente nuova e moderna, molto diversa dalle forme di danza teatrale viste in precedenza. George Zoritch era l'ideale per reinterpretare la visione di Nižinskij di una lussuriosa giovane creatura boschiva che si rilassa nel calore di un pomeriggio estivo. Con una figura paragonata a "un giovane greco scolpito da Prassitele", mise in luce un elegante erotismo particolarmente adatto al ruolo.

## Anni successivi
Essendo diventato cittadino americano, Zoritch si stabilì nel suo nuovo paese di adozione e passò gradualmente dal ballo all'insegnamento. Svolse un ruolo importante nella crescita del balletto regionale negli Stati Uniti, ma rimase legato al Ballet Russe de Monte Carlo fino al 1962, quando la compagnia fu sciolta. Nel 1964 aprì una scuola di danza a West Hollywood, in California, dove esercitò una rigida disciplina e spesso impiegò il sarcasmo nel correggere i suoi allievi. Trovando i bambini sgradevoli, preferiva gli studenti più grandi, ai quali impartiva lezioni di perfezionamento. Lasciando la California, si unì alla facoltà di danza dell'Università dell'Arizona a Tucson. Stabilì la sua casa lì e insegnò all'università dal 1972 al 1987. Non smise mai veramente di insegnare. Sorprendentemente energico ed eretto anche in età avanzata, era noto che insegnava da una sedia a rotelle se si presentava l'occasione. Nel 1994 ricevette la medaglia Vaclav Nižinskij, sponsorizzata dall'agenzia degli artisti polacchi a Varsavia, per un lavoro in onore di Nižinskij, con riferimento alle sue interpretazioni dei ruoli di Nižinskij ne Le Specter de la Rose e L'Après-midi d'un Faune.
Nel suo diario Zoritch ha prontamente riconosciuto di non essere un tecnico di bravura. Dichiarando che l'arte era più importante della tecnica per ballerini come lui, scrisse: "Il buon balletto non è semplicemente una raccolta di un vocabolario di passi, è più simile a una buona conversazione, con argomenti e significati. Nessuno di noi vecchi ballerini ha goduto delle tecniche fenomenali mostrate dai ballerini di oggi. Abbiamo goduto, tuttavia, di uno stato d'animo, di una qualità e di un talento artistico, che deriva da un'acuta percezione individuale."
La personalità, il fascino e la saggezza di Zoritch sopravvivono deliziosamente nel documentario del 2005 Ballets Russes, una riunione inestimabile dei sopravvissuti dei giorni post-Djagilev. Quattro anni dopo, nel 2009, fu ricoverato in ospedale dopo una caduta nella sua casa a Tucson. Morì a novembre, all'età di 92 anni, amato da ex colleghi e studenti.